# Wandlungen einer Ehe
Wandlungen einer Ehe ist der Titel eines 1949 publizierten dreiteiligen Romans des ungarischen Schriftstellers Sándor Márai. Erzählt wird, vor dem gesellschaftlichen und kulturellen Hintergrund des 20. Jahrhunderts bis in die Zeit nach dem Zweiten Weltkrieg, die Beziehungsgeschichte des Budapester Fabrikanten Péter und seiner beiden Frauen Ilonka und Judit. Dabei thematisiert der Autor unter anderem verschiedene Lebensvorstellungen in Verbindung mit der Sozialisation, mit den begrenzten Einblicken in die Persönlichkeit eines Partners und der Enthüllung des Illusionsbildes von einem geliebten Menschen. Überlagert wird dies durch den Kulturpessimismus des Schriftstellers Lázár und seinen Rückzug aus der Gesellschaft. Die deutschsprachige dreiteilige Roman-Version wurde in den Übersetzungen von Tibor von Podmaniczky und Christina Viragh 1949 bzw. 1980 publiziert.

## Inhalt

### Überblick
Die in der ersten Hälfte des zwanzigsten Jahrhunderts vor allem in Budapest spielende Romanhandlung ist in drei Teile gegliedert. Darin schildern die Protagonisten, jeweils nach dem Scheitern einer Ehe, in langen Monologen aus ihrer Perspektive die Entwicklung der Beziehungen:
- Teil 1: Ilonka erzählt einer Schulfreundin von ihrer Liebe zu ihrem Mann Péter und dem Scheitern ihrer Ehe.
- Teil 2: Péter beschreibt einem Freund seine großbürgerliche Sozialisation, seine Einsamkeit in der Ehe mit Ilonka und die vergebliche Suche nach einem sinnvollen Leben durch die Ehe mit Judit, dem ehemaligen Dienstmädchen seiner Eltern.
- Teil 3: Judit schildert in Rom ihrem jungen Geliebten ihr Leben: Kindheit in der Region Nyírség, Dienstmädchen der Budapester Fabrikantenfamilie, Ehe mit Péter, Kriegszeit, Freundschaft mit dem Schriftsteller Lázár.

### Beziehungsgeschichte
Péters großbürgerliche Familiengeschichte beginnt am Anfang des 19. Jahrhunderts mit seinem in den Adelsstand erhobenen Urgroßvater Johannes II., einem Mühlenbesitzer in der Tiefebene. Dieser legt den Grundstein für den gesellschaftlichen Aufstieg: Aus der Werkstatt des Großvaters entwickelt sein Vater eine der wichtigsten Industrieanlagen des Landes und zählt zu dem Kreis der 200 Millionäre. Péter soll als Diplomingenieur diese Tradition fortsetzen.
Péters Persönlichkeitskrise entwickelt sich, als zu Beginn des 20. Jahrhunderts die ca. 15-jährige Kleinbauern- und Wanderarbeitertochter Judit Áldozó nach Budapest kommt und im Haus seiner Familie als Dienstmädchen arbeitet. Der damals 32-Jährige und sie verlieben sich ineinander, doch es kommt zu keiner Beziehung. Nach drei Jahren redet er zum ersten Mal mit ihr über ihr Leben und macht ihr den Vorschlag, trotz der gesellschaftlichen Schranken zusammenzuleben und für einige Jahre nach Italien zu gehen. Da sie dazu schweigt, bietet er ihr die Ehe an. Sie lehnt wütend ab und wirft ihm Feigheit vor. Er bereut seine emotionale und familienstrategisch unüberlegte Aktion, schenkt ihr ein Medaillon mit seinem Bild, spricht aber nicht mehr mit ihr über seinen Plan. Um die Liebesgeschichte zu vergessen, reist er für vier Jahre, in der Zeit zwischen den Weltkriegen, ins Ausland. Nach ihrer Absage erkrankt Judit ca. ein Jahr lang und erholt sich bei ihrer Familie auf dem Land. Sie kehrt nach ihrer Genesung in den Fabrikantenhaushalt zurück und steigt zur Haushälterin auf.
Nach seiner Rückkehr nach Budapest bezieht Péter eine eigene Wohnung, übernimmt zwei Jahre später, nach dem Tod des Vaters, die Fabrik und heiratet, er ist inzwischen 40 Jahre alt, Ilonka, eine schöne junge gebildete Frau aus einer bürgerlichen Familie mit wenig Besitz. Sie wohnen im exklusiven Budapester Wohngebiet Rózsadomb, führen einen standesgemäßen Haushalt und nehmen an den Festen der großbürgerlichen Gesellschaft teil. Judit sieht er nur noch gelegentlich beim Besuch seiner Mutter. Sie trägt sein Medaillon an einem violetten Band, hofft im Stillen auf seine Entscheidung für sie und steckt ihm als magischen Gegenstand eine violette Schleife in seine Brieftasche.
Nach drei Jahren, Anfang der 1930er Jahre, wird Ilonka die Diskrepanz ihrer Gefühlswelt und der ihre Mannes offensichtlich. Durch die Geburt ihres Sohnes Matthias hofft sie auf eine glückliche Wendung, doch nach dem Scharlach-Tod des zweijährigen Kindes befürchtet sie das Ende ihrer Ehe. Als sie zufällig die violette Schleife entdeckt, interpretiert sie dies als ein von ihrem Mann aufbewahrtes Erinnerungsstück an eine Geliebte. Im Haus der Schwiegermutter kommt sie dem Geheimnis auf die Spur, spricht Judit Áldozó auf ihren Verdacht an und erfährt ihre Geschichte.
Nach dem Gespräch kündigt Judit ihre Stellung und reist nach England, ohne eine Adresse zu hinterlassen. Dort nimmt sie eine Dienstmädchenstelle bei einer emigrierten jüdischen Fabrikanten-Familie an und lebt dann bei einem griechischen Sänger, der durch illegale Geschäfte und Kartenspiele zu viel Geld gekommen ist. Péter versucht vergeblich, ihren Aufenthaltsort herauszufinden, wird krank und zieht sich aus der Gesellschaft zurück.
Als Judit nach zwei Jahren mit dem gesellschaftskonformen Auftreten einer großbürgerlichen Dame und mit teurer Garderobe, die ihr der griechische Liebhaber vor ihrer Rückreise gekauft hat, wieder in Budapest erscheint, verlässt Péter nach 7-jähriger Ehe sofort seine Frau und zieht in ein Hotel. Nach einem halben Jahr ist er geschieden und heiratet Judit. Ilonka lebt gut versorgt in Budapest oder ist auf Reisen. In Rom besucht sie Péters alten Freund, den Schriftsteller Lázár. Vor Beginn des Zweiten Weltkrieges stirbt sie plötzlich ohne Anzeichen einer Krankheit.
Ungefähr ein Jahr nach der Heirat merkt Péter, dass Judit das Geld, mit dem sie Kleider kauft oder das für den Haushalt bestimmt ist, teilweise auf ein eigenes Konto anlegt, offenbar als Vorsorge im Falle einer Scheidung. Dann merkt er, dass sie seine sexuelle Leidenschaft nicht teilt, sondern sie ihm nur vorspielt, und dass sie eine Affäre hat. Nach dem Duell mit ihrem Liebhaber trennt er sich von ihr.
Jahre später, während der Herrschaft der Pfeilkreuzler und der Belagerung Budapests im Zweiten Weltkrieg, trifft Judit Lázár und findet bei ihm einen Unterschlupf, bis 1943 seine Wohnung durch Bombardierung zerstört wird. Auch Péters Haus brennt ab.
Die drei Protagonisten verlassen Budapest nach der Besetzung der Stadt durch russische Truppen und der Herrschaft der Kommunisten. Péter verliert sein Vermögen und wandert in die USA aus. Lázár geht nach Rom, das er als Zentrum der antiken Kultur betrachtet. Judit zieht 1948 nach Wien und erhält durch eine Scheinehe einen Pass für Italien. In Rom wohnt sie in demselben Hotel, in dem Lázár gestorben ist, mit einem jungen Schlagzeuger zusammen, der zur Finanzierung ihres Lebens nach und nach ihren Schmuck verkauft.

### Ilonka
Die Rahmenhandlung des ersten Teils spielt drei Jahre nach Ilonkas Scheidung von Péter. Sie liebt ihn immer noch und ist keine neue Bindung eingegangen. In einer Konditorei in Budapest erzählt sie in einem langen Monolog einer aus Boston zurückgekehrten Freundin aus ihrer Internatszeit die Geschichte ihrer Ehe und ihre Erwartungen an eine Liebesbeziehung:

#### Gefühlsdistanz
Ihre Ehe verläuft ruhig, geordnet und höflich. Sie leben im Wohlstand. Péter hat nach dem Tod des Vaters die Firma übernommen und arbeitet im Büro, sie organisiert den Haushalt und wird auf den Festen als schöne, im Auftreten und in der Konversation formvollendete Gattin des Fabrikanten bewundert. Doch die anfängliche Distanz der Partner verringert sich nicht in den ersten drei Jahren und sie bemerkt zunehmend die Diskrepanz ihrer Vorstellungen. Péter wirkt oft wortkarg, stolz und traurig, aber er will sich ihr nicht „ergeben“, d. h. nicht bis zum inneren Kern öffnen, und sie kann ihm nicht aus seiner Einsamkeit heraushelfen. So bleibt ein Abstand zwischen ihnen, den sie bei aller Höflichkeit und Zärtlichkeit als „wohlwollende Überheblichkeit, mit Ernst und Skepsis“ interpretiert. Ein erstes Anzeichen für die Unvereinbarkeit ihrer Gefühle ist das Spiel ihres Mannes und seines Freundes Lázár, mit dem er eines Tages ihr gegenüber spaßeshalber die Rollen Ehemann-Freund tauscht. Als Péter bei einer Aussprache über seine Geheimnisse ihre Erwartung als Verzicht auf seine Menschenwürde bezeichnet und ihr sagt, lieber würde er sterben, als diese aufzugeben, weiß sie, dass er dies ernst meint. Durch die Geburt ihres Sohnes wird die Trennung aufgeschoben. Es ist ihre glücklichste Zeit, in der er „mit seinem Charakter kämpft[-]“ und sich bemüht, „vertrauensvoll, bescheiden und demütig zu sein“. Doch am Ende eines Meran-Urlaubs enthüllt er ihr, dass er sie nur des Kindes wegen liebe und dass er „kein wirkliches Bedürfnis, geliebt zu werden“, habe.

#### Schatten-Kampf
Nach dem Scharlach-Tod des zweijährigen Kindes befürchtet Ilonka das Ende ihrer Ehe und sucht nach Lösungen. Ein Beichtvater warnt sie, ihren hohen Liebesanspruch nicht mit Egoismus zu verwechseln. Andeutungen ihrer Schwiegermutter und der Fund einer violetten Schleife in der Brieftasche ihres Mannes, die sie als Erinnerung an eine Geliebte interpretiert, scheinen sie auf die Spur des Geheimnisses ihres Mannes zu führen und die Distanz ihres Mannes ihr gegenüber zu erklären. Sie entschließt sich, um seine Liebe zu kämpfen, und trotz der Warnung Lázárs, durch ihre Nachforschungen eine nur langsam verheilende Wunde in der Erinnerung Péters wieder aufzureißen, will sie nicht länger mit einem Schatten leben und die Frau mit der Schleife kennenlernen. Nach Lázárs Hinweis sucht sie Spuren im Haus der Schwiegermutter und findet sie bei der Haushälterin Judit Áldozó.
Sie liebt Péter noch immer. Zwar stimmt sie jetzt, nach ihrer Desillusionierung, dem Menschenbild des Schriftstellers zu, dass es keinen einmalig Richtigen, „keinen vollkommenen Menschen“ gibt und dass „jener einzige, Wunderbare, Beglückende“ nicht existiert: „[I]n jedem Menschen ist eine Prise vom Richtigen, aber in keinem gibt es das, was wir vom anderen erwarten und erhoffen“. Sie kann jedoch nicht mit einem Schatten in ihrer Ehe leben und muss sich aus dieser Situation befreien. Deshalb bereitet sie sich auf die Trennung vor und lässt dies durch Lázar ihren Mann wissen.

### Péter
Nach der Trennung von Judit erzählt Péter in der Rahmenhandlung einem Freund seine Familiengeschichte, seine Gesellschaftskritik, die Beziehungskonflikte und seine derzeitige Lebenseinstellung:

#### Großbürgerliche Familientradition
Péter lernt das bürgerliche Lebensprinzip bei seinen Eltern auf der hohen gesellschaftlichen Stufe der adligen Fabrikanten kennen: als „Erhaltung und Stärkung der Familie und der bürgerlichen Ordnung“, als „Zwangsarbeit“, als „Erinnerung, Tradition, Pflichtbewusstsein“. Dementsprechend solide repräsentativ ist das Haus eingerichtet. Seine Eltern begegnen einander, ohne sich zu lieben, in Respekt und Höflichkeit. Der Vater geht mit dem Reichtum im Großen wie im Kleinen sorgsam um. Er achtet die Menschen, die nach einem langen Arbeitsleben zu einem kleinen Wohlstand gekommen sind, und verachtet die „Nichtnutze“, die weder invalid noch krank in Armut leben. Nach diesem Prinzip behandelt er seine arme Verwandtschaft. Er versorgt sie, ohne Verpflichtung, mit bescheidenen Zuwendungen und ignoriert ihre Klagen über seine Knauserigkeit. Péter wächst, unterbrochen durch die Schulzeit in einem englischen Internat, in dieser Umgebung auf, wird durch sie geprägt und führt das Leben eines reichen unverheirateten Mannes mit sexuellen Affären. Zugleich fühlt er sich im ganzen Getriebe einsam, er empfindet die Abläufe als Rituale und fürchtet seine Erstarrung in der gesellschaftlichen Zwangsjacke.
In seinem Rückblick macht er Ilonkas Bürgerlichkeit für das Scheitern ihrer Ehe verantwortlich. Typisch für das aufstrebende Kleinbürgertum ihrer Eltern sei der Ordnungssinn, die Konformität mit dem gesellschaftlichen Regelsystem, die Disziplin, die Kontrolle über das Leben, die Beachtung der Formen und die Bildung als Dressur und Beweis des persönlichen Wertes. Mit dieser Wiederholung der Prinzipien des Elternhauses wird er im Laufe ihrer Ehe immer unzufriedener und er bemängelt ihren unterschiedlichen Lebensrhythmus: „Wir lebten wie in einem Anstandsbuch“. Der „Urwald mit den Wasserfällen“, das „Archaische, Unbedingte“, das „Erlebnis, dessen Inhalt und Sinn das Leben ist“, sei „ausgedünnt und zu einem Park“ gemacht worden, etwas „sehr Schönes, Gepflegtes“, doch mit „dem uralten Ort unserer Sehnsucht [habe] es ein Ende“. Aber erst nachdem Judit plötzlich aus seinem Blickfeld verschwunden ist, fühlt er den Verlust einer alternativen Lebensmöglichkeit, der er ausgewichen ist.

#### Sehnsucht nach einem alternativen Leben
In einer Situation der Einsamkeit und Frustration begegnet der über 30-Jährige einer „richtig proletarische[n] Frau“: Judit tritt „aus der Namenlosigkeit, aus der Tiefe, aus der Masse“ der Unterschicht hervor und bringt etwas Außergewöhnliches mit: „die Harmonie, die Sicherheit und die Schönheit“. Von Anfang an besteht eine Spannung zwischen ihnen, wenn sie sich ohne Worte mit Blicken begegnen, und er versucht nicht, nach dem auch von ihm bisher praktizierten Muster des vermögenden Mannes, sie mit Geschenken zu seiner Geliebten zu machen. Er lässt sie in Ruhe und hofft von ihr „[d]ie Antwort auf eine Frage, die bis dahin [s]ein Leben geprägt hatte.“ Nach drei Jahren ist er von ihrer ungekünstelten Ausstrahlung noch mehr angezogen und will mit ihr einige Zeit in Italien zusammenleben und sie heiraten. Er weist sie jedoch auf die Gefahr der gesellschaftlichen Isolierung hin. Sie erkennt darin seine Unsicherheit, wirft ihm wegen dieser Ambivalenz Feigheit vor und lehnt ab.

#### Reflexionen
Péter bittet Lázar bei der Zukunftsplanung mit Judit um seinen Rat und dieser unterhält sich mit dem schönen Dienstmädchen. Anschließend warnt er den Freund vor einer Ehe mit ihr. Grund dafür sei nicht der soziale Unterschied, sondern ein von ihm gespürter „wahnwitziger Wille, eine barbarische Kraft“, der Frau, die wie eine Naturgewalt aus ihrer Umgebung alles Lebensnotwendige abzusaugen drohe und der er die bürgerliche Lebensform und die Kultur des Freundes nicht aussetzen wolle. Er fürchtet, dass die von der Vernunft unkontrollierte Leidenschaft den Freund zerstören könnte. Im Gespräch mit Lázár reflektiert Péter auch, ob eine Liebesbeziehung wirklich nur der Person gilt oder „nicht vielmehr der Sehnsucht […] die für kurze Zeit in körperlicher Gestalt erscheint“. Er beantwortet selbst diese Frage: „[D]iese künstliche Erregung, in der wir leben, konnte doch wohl nicht das Ziel der Natur gewesen sein, als sie den Mann schuf und ihm eine Frau zur Seite gab, da sie sah, dass es nicht gut ist, wenn er allein ist.“

#### Experimente
Im Nachhinein kommt Péter sein Antrag wie eine unüberlegte Aktion während einer Fieberattacke vor und er reist, um dieses Trauma zu vergessen, vier Jahre durch verschiedene europäische Länder. Er führt ein unstetes hedonistisches Leben mit vielen kurzen Bekanntschaften und Affären mit eitlen, um Anerkennung rivalisierenden und mit modischem Aufreizen miteinander konkurrierenden und auch mit käuflichen Menschen und nutzt die Abhängigkeit der Frauen von den Männern aus.
Nach seiner Rückkehr erwähnen er und Judit nicht mehr seine Liebeserklärung. Er zieht in eine eigene Wohnung, übernimmt zwei Jahre später, nach dem Tod des Vaters, die Firma. Er erfüllt gewissenhaft seine Aufgaben als Repräsentant und weiß, dass er diese für den Ablauf des Betriebs wichtige Rolle gut spielt, doch die Firma funktioniert auch ohne ihn und er sieht für sich keinen Sinn in seiner Arbeit. Er erfüllt die gesellschaftlichen Verpflichtungen eines Fabrikbesitzers und heiratet Ilonka.
Ilonka kann ihn nicht aus seiner Einsamkeit befreien und als Judit aus England zurückkehrt, zieht er sofort aus seiner Wohnung aus und lebt mit ihr zusammen. Sie hat sich sehr verändert, tritt selbstbewusst mit großbürgerlichen Manieren auf, spricht gut Englisch und unterhält sich über Literatur. Aber all dies wirkt auf ihn, wie Péter in der Rahmenhandlung dem Freund analysiert, als übe sie ständig, „ihre eigene Verletztheit, eine schwere, tödliche Kränkung, ein Schwelen in der Tiefe ihres Lebens, ihrer Seele“ zu verdrängen: Sie ist nie mit etwas zufrieden, weder mit den exklusiven Speisen im Restaurant noch mit den Hotelzimmern usw. Sie will immer irgendetwas „anderes“ und Péter vermutet als Ursache dieser Marotte ihre Armut der Kindheit, als ihre Familie im Winter in einem Erdloch wohnte und hungerte, und die Erinnerung der Entbehrungen. Da er diese von ihr beneidete Welt verkörpert, führt sie eine „Art Klassenkampf“ gegen ihn, nutzt sein ihr überlassenes Scheckbuch für den Kauf einer teuren, überflüssigen, da nicht genutzten Garderobe aus. Nach ersten Ermahnungen zeigt sie sich schuldbewusst unterwürfig. Als reicher Mann, der keinen Sinn im Geldanhäufen sieht, bereut er seine Kritik und lässt von da an ihrem Kaufrausch seinen Lauf. Péter erklärt sich auch dieses Verhalten Judits als Störung durch die Erfahrungen ihrer Kindheit und hat Mitleid und Nachsicht mit ihr. Als er nach einem Jahr zufällig entdeckt, dass sie das Geld nicht vollständig sinnlos verschwendet, sondern einen Teil planmäßig auf ein eigenes Konto zur privaten Vorsorge für ihre Zukunft angelegt hat und also damit rechnet, dass er sich, wie in einem Dienstmädchenverhältnis, irgendwann von ihr trennt, beobachtet er sie genauer und macht schmerzliche Entdeckungen. Während er die Hoffnung auf eine leidenschaftliche Liebesbeziehung hatte, die ihn aus seiner Einsamkeit befreien könnte und Liebe als vollkommene physisch-psychische Hingabe, ohne Spekulation auf Hilfe, Mitleid, Fürsorge usw., mit dem Risiko des Absturzes in den Tod („Lieben heißt die Freude voll und ganz kennen und dann zugrunde gehen.“) definiert, ist er jetzt desillusioniert, als er merkt, dass sie ihm ihre Ekstase nur vorspielt und ihn in der Liebe, wie früher im Haushalt, „bedient“. Offenbar rechnet sie wie eine Angestellte mit ihrer Entlassung, wenn sie der Herrschaft nicht mehr gefällt. Péter spricht mit Judit jedoch nicht über seine Beobachtungen, er überlässt ihr das auf eine große Summe angewachsene Konto und wartet einen Anlass für die Trennung ab. Diesen findet er bald darauf in ihrer Affäre mit einem anderen Mann. Darauf schickt er sie weg und sie geht ohne Protest „mit einem stummen, fragenden, gleichgültigen Blick“, den er bei ihrer ersten Begegnung bemerkt hat.

#### Lebensstufe der einsamen Ruhe
Péter ist, wie er dem Freund in der Rahmenhandlung mitteilt, seit letztem Jahr aus der Gesellschaft der Millionäre ausgetreten, hat seinen Posten in der Fabrik aufgegeben und sich ins Privatleben zurückgezogen. Er sei auf einer Lebensstufe angekommen, wo er die Einsamkeit, nach den verschiedenen gescheiterten Versuchen, sie zu betäuben, für sich, nach dem Vorbild der alten chinesischen Mönche, akzeptiert als „das Recht, allein zu sterben“: „In jedem menschlichen Gefühl sind Egoismus, hartnäckige Absicht, feine Erpressung, unüberwindbare, hoffnungslose Zwänge. Wenn man das weiß, wenn man von den Menschen wirklich nichts mehr will, von den Frauen keine Hilfe mehr erwartet, wenn man den verdächtigen Preis und die beängstigenden Konsequenzen des Geldes, der Macht und des Erfolgs kennt. Wenn man vom Leben nichts mehr will, als sich irgendwo zurückziehen zu dürfen, ohne Gefährten, ohne Hilfe und Bequemlichkeit, um die Stille zu horchen, die allmählich in der Seele zu rauschen beginnt, so wie sie an den Ufern der Zeit rauscht. Dann hat man das Recht wegzugehen.“

### Judit
Judit zeigt in ihrem Hotelzimmer an der Via Liguria in Rom ihrem nach seiner Nachtarbeit als Schlagzeuger in einem Lokal mit ihr im Bett liegenden jungen Geliebten ihr Fotoalbum. Sie erklärt ihm die abgebildeten Personen und erzählt ihm von ihrem Leben als Dienstmädchen, als „Gnädige“ und dann als geschiedene unabhängige Frau während des Krieges in Budapest. Ihr Freund, der ungarische Schlagzeuger versteckte sich während des Zweiten Weltkriegs im Komitat Zala, kam im Winter 1947 nach Budapest und wanderte dann nach Rom aus.

#### Kontrastleben
Judit erzählt ihrem Geliebten vom Unterschied zwischen ihrer Familie und den Millionären, die zwischen Stadtwohnung, Landhaus und Schlösschen auf dem Gut zu wechseln gewohnt sind. Am meisten wütend macht sie die Bemühung der wohltätigen Herrin und ihres Sohnes, das junge Dienstmädchen nicht ihre „klägliche Herkunft“ als Melonenpflückerin spüren zu lassen. Lieber sind ihr die klare Abgrenzung der Bereiche und die Befehle des Hausherrn, den sie mit Herr Doktor anreden muss. Die genau geregelten ritualisierten Abläufe, die Umgangsformen und Unterhaltungen im herrschaftlichen Haus, die von den Angestellten übernommen werden, kommen ihr wie die gedämpfte künstliche Welt eines Sanatoriums oder eines Theaterspiels vor. Hier ist alles auf Perfektion der Abläufe, die Vollständigkeit der Kleidersammlungen, die Professionalität der Sport- und Gesundheitstrainer und der Reinigungskräfte ausgerichtet. Die Familiengruft der Familie ist geräumiger als die Erdhöhle, in der sie als Saisonerntearbeiterin mit ihren Eltern überwinterte. Das alles kommt ihr wie eine widerspruchsvolle, groteske Märchenwelt vor. Am Anfang schwärmt sie für die Reichen, dann beginnt sie sie zu fürchten und schließlich hasst sie sie.

#### Rollenkonflikte
Sie erklärt dem Geliebten den Rollenkonflikt ihres Mannes und die Auswirkungen auf ihre Ehe: Péter sieht sich als Erbe eines großen Reichtums, den die Europäer durch die Eroberung der Welt und den Aufbau von Handelshäusern und Fabriken zusammengetragen haben, und empfindet dies als ungerecht. Da er sich aber nicht von seinem Lebensstil lösen kann, hat er Schuldgefühle und erwartet von Judit eine Art Erlösung und natürliche Erneuerung. Sie kann dem aber nicht entsprechen und gerät ihrerseits in eine Konfliktsituation. Sie spielt perfekt eine Rolle, die ihr eigentlich nicht entspricht, nutzt den Reichtum und zweigt, wie sie es bei den Angestellten gelernt hat, von seinem Vermögen einiges auf ihr Geheimkonto ab, worüber er gekränkt ist, ohne aber mit ihr darüber zu sprechen, weil dies für ihn, der Geld im Überfluss hat, unter seiner Würde wäre. Dies fasst sie als Arroganz auf und es macht sie wütend, dass man den Vornehmen zwar ihren Reichtum, aber nicht ihre feine Lebensart nehmen kann und dass dies auch eine Revolution nicht erreichen könnte. Sie ist trotz der teuren Parfüms mit dem Geruch der Erde ihrer Kindheit verhaftet, auch wenn sie an ihrem Mann den künstlichen Heuduft seiner mit Adelskronen bestickten Unterwäsche riecht. Sie verliebt sich als Dienstmädchen in den „jungen Herrn“ und nutzt die Wirkung ihrer Schönheit auf ihn aus, aber wegen seiner Herkunft hasst sie ihn im Ehealltag. Als sie ihm nach der Besetzung Budapests 1944 zwischen zerlumpten Gestalten begegnet, hat er seinen ganzen Besitz verloren, ist aber immer noch vornehm gekleidet wie vor dem Krieg und riecht nach Heu. Er kommt ihr in seiner distanzierten Höflichkeit vor wie ein „lächelnder Kunstgegenstand“, ein Gespenst aus dem Museum, „als wäre er nicht aus dem Leben, aus einem Trümmerhaus hervorgetreten, sondern aus den Kulissen einer unsichtbaren Bühne, kostümiert für eine Rolle in einem historischen Stück, das nirgends mehr gespielt“ wird.

#### Lázár
Während des letzten Kriegsjahres besucht Judit den Schriftsteller Lázár oft in seiner Wohnung und lässt sich von ihm ohne sexuelle Gegenleistung bewirten und beherbergen: „Er liebte es nicht, dass man ihn liebte […] mich hat er auch nicht geliebt. Bloß geduldet, eine Weile“, Sie lernt ihn, wenn er zu ihr spricht, als Vertreter der untergehenden Kultur kennen. Meistens schweigt er jedoch und liest viel. Mit dem Schreiben hat er aufgehört, weil er nicht mehr an den Fortbestand der Kultur glaubt und nicht mehr davon überzeugt ist, „dass das geschriebene Wort etwas an der menschlichen Natur zu ändern vermag“. Auch fürchtet er, dass seine Worte in einer Zeit der Barbarei falsch verstanden und missbraucht werden könnten. Als bei einer Bombardierung seine Bibliothek zerstört wird, scheint er darüber fast fröhlich zu sein und sagt nur „Na endlich“. Nach der Besetzung der Stadt reist er nach Rom, für ihn ein Zentrum der antiken Kultur, und stirbt in dem Bett, in dem in der Rahmenhandlung Judit mit ihrem Geliebten liegt.

## Epilog (utóhang)
1980 erschien unter dem Titel Judit … és az utóhang im Griff Verlag, München, eine um einen vierten Teil („Nachklang“) erweiterte Fassung: Viele Jahre nach der Romhandlung arbeitet der Schlagzeuger in New York als Barkeeper in der Nähe der Broadway-Theater. Hier trifft er Péter. Dieser lebt in Harlem, wirkt alt und erschöpft, hat aber immer noch sein überlegenes Lächeln und sein hoheitsvolles Auftreten.

## Entstehungs- und Publikationsgeschichte

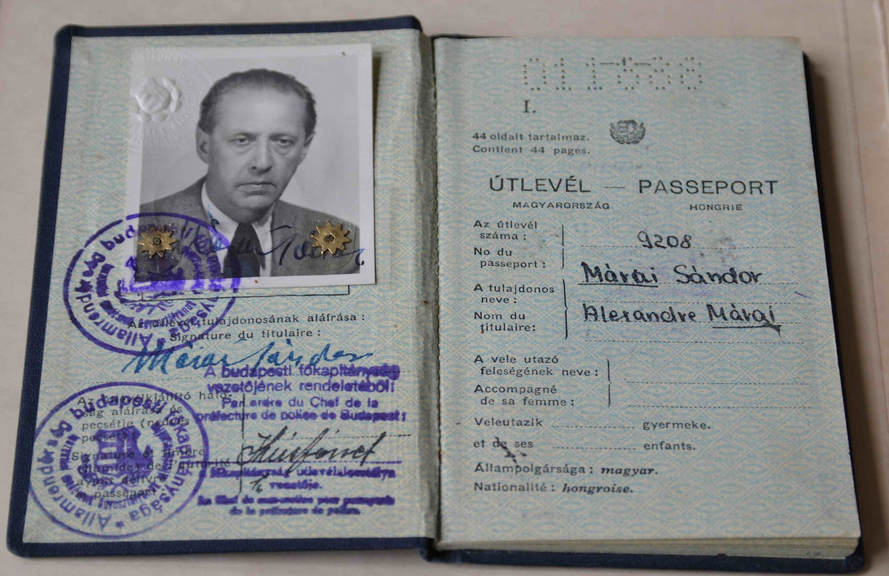
Márais Pass 1948

Die beiden ersten Teile erschienen 1941 unter dem Titel Az igazi bei Révai in Budapest. Der dritte Teil wurde von Márai im italienischen Exil fertiggestellt und erst 1980 unter dem Titel Judit … és az utóhang im Griff Verlag, München, in ungarischer Sprache publiziert. Die deutsche Übersetzung der ersten beiden Teile von E. Burgenländer erschien 1948 unter dem Titel Der Richtige im Scholle Verlag Wien. Unter dem Titel Wandlung einer Ehe wurden die drei Teile ohne den „Nachklang“ (utóhang) erstmals in der Übersetzung von Tibor von Podmaniczky 1949 im J.P. Toth Verlag in Hamburg publiziert. Die Neuübersetzung von Christina Viragh folgte 1980 im Piper Verlag, München, Zürich.

## Rezeption
Übereinstimmend wird der Roman von der Literaturkritik als Porträt einer vergangenen Epoche des Großbürgertums (Neue Westfälische), als Sittenbild der Gesellschaft zwischen den Kriegen (Stern) und als eindringlicher, bunter Ausschnitt aus der ungarischen Welt von gestern gewürdigt. Nach Sander hat Márai einmal mehr das bürgerliche Lebensgefühl in allen Nuancen sprechen lassen.
Unterschiedlicher Meinung sind die Rezensenten über den Rang des Buches im Gesamtwerk des Autors. Person sieht in dem Roman eine Variation der Grundkonstellation anderer Texte des Autors, die den Verfall der bürgerlichen Gesellschaft und die durch ihre Klassenzugehörigkeit geprägte Geschlechterbeziehung thematisieren. Haas hält den Roman nicht für Marais stärkstes Werk. Für ihn ist Wandlungen einer Ehe kein subtiles Sprachkunstwerk: die Psyche der Personen sei von „klobigem Zuschnitt“, ihre oft recht wendige Beredtheit findet er „hausbacken“. Person erklärt die Sprachklischees als literarisches Experiment, als Spiel mit „monumentalen Plattitüden“, die allerdings als solche gekennzeichnet seien, um das „Schablonenhafte der Figuren“ bloßzulegen. Harpprecht lobt Márai als genialen Erzähler und den Roman als das schönste, kunstvollste Buch des Autors. Die Konstruktion des Textes mit den langen Monologen sei seinem Vorgänger Arthur Schnitzler ebenbürtig. Ihn beeindruckt die präzise, aber keineswegs unbarmherzige Schilderung des Endes einer Ehe und der Einsamkeit der bürgerlichen Individuen.

## Adaptionen

### Theater
Wandlungen einer Ehe. Bühnen-Bearbeitung: Sylvia Haider. Regie: Rudolf Frey. Besetzung: Christian Nickel (Péter), Adina Vetter (Ilonka), Johannes Terne, Stefanie Dvorak (Judit), Gerrit Jansen und Roland Kenda. Burgtheater Wien, Premiere: 18. April 2009.

### Hörspiel
Wandlungen einer Ehe. Mit Charles Brauer (Péter), Marlen Diekhoff (Ilonka), Katja Riemann (Judit). HR2 Hamburg (2003), Hörbuch Hamburg (12 CDs).